# Hiroaki Matsuyama
Hiroaki Matsuyama (født 31. august 1967) er en japansk fodboldspiller. Han var i perioden 2010-2012 træner for Bhutans fodboldlandshold.